# Astyanax paraguayensis
Astyanax paraguayensis är en fiskart som först beskrevs av Fowler, 1918.  Astyanax paraguayensis ingår i släktet Astyanax och familjen Characidae. Inga underarter finns listade.